# Sérgio Paulinho
Sérgio Paulinho (Oeiras, Portugal, 26 de marzo de 1980) es un ciclista portugués que compitió de manera profesional entre 2003 y 2021.

## Trayectoria
Debutó como profesional en 2003 con el equipo portugués del ASC-Vila do Conde. En los Juegos Olímpicos de Atenas 2004 consiguió la medalla de plata tras finalizar la prueba en ruta en segundo lugar sólo superado por el italiano Paolo Bettini y quedando por delante del belga Axel Merckx que finalizó tercero. Este logro dio lugar a su fichaje por el equipo Liberty Seguros de Manolo Saiz.

## Palmarés
2004
- 2 etapas de la Vuelta a Portugal
- Campeonato de Portugal Contrarreloj
- 2.º en los Juegos Olímpicos en Ruta

2006
- 1 etapa de la Vuelta a España

2008
- Campeonato de Portugal Contrarreloj

2010
- 1 etapa del Tour de Francia

2017
- 3.º en el Campeonato de Portugal Contrarreloj

## Resultados en Grandes Vueltas y Campeonatos del Mundo
| Carrera              | Carrera              | 2003 | 2004 | 2005 | 2006 | 2007 | 2008 | 2009 | 2010 | 2011 | 2012 | 2013  | 2014 | 2015 | 2016  | 2017 | 2018 | 2019 | 2020 | 2021 |
| -------------------- | -------------------- | ---- | ---- | ---- | ---- | ---- | ---- | ---- | ---- | ---- | ---- | ----- | ---- | ---- | ----- | ---- | ---- | ---- | ---- | ---- |
|                      | Giro de Italia       | —    | —    | —    | —    | —    | —    | —    | —    | —    | —    | —     | —    | 97.º | —     | —    | —    | —    | —    | —    |
|                      | Tour de Francia      | —    | —    | —    | —    | 65.º | —    | 35.º | 46.º | 81.º | 50.º | 136.º | 89.º | —    | —     | —    | —    | —    | —    | —    |
|                      | Vuelta a España      | —    | —    | —    | 16.º | Ab.  | 26.º | —    | —    | 85.º | 70.º | —     | 57.º | Ab.  | 115.º | —    | —    | —    | —    | —    |
| Mundial en Ruta      | Mundial en Ruta      | Ab.  | —    | —    | 42.º | —    | 21.º | 34.º | —    | —    | 71.º | —     | Ab.  | —    | Ab.   | —    | —    | —    | —    | —    |
| Mundial Contrarreloj | Mundial Contrarreloj | —    | —    | —    | —    | —    | —    | 26.º | —    | —    | —    | —     | —    | —    | —     | —    | —    | —    | —    | —    |

—: no participa

Ab.: abandono

## Equipos
- ASC-Vila do Conde (2002-2003)
- L.A. Pecol (2004)

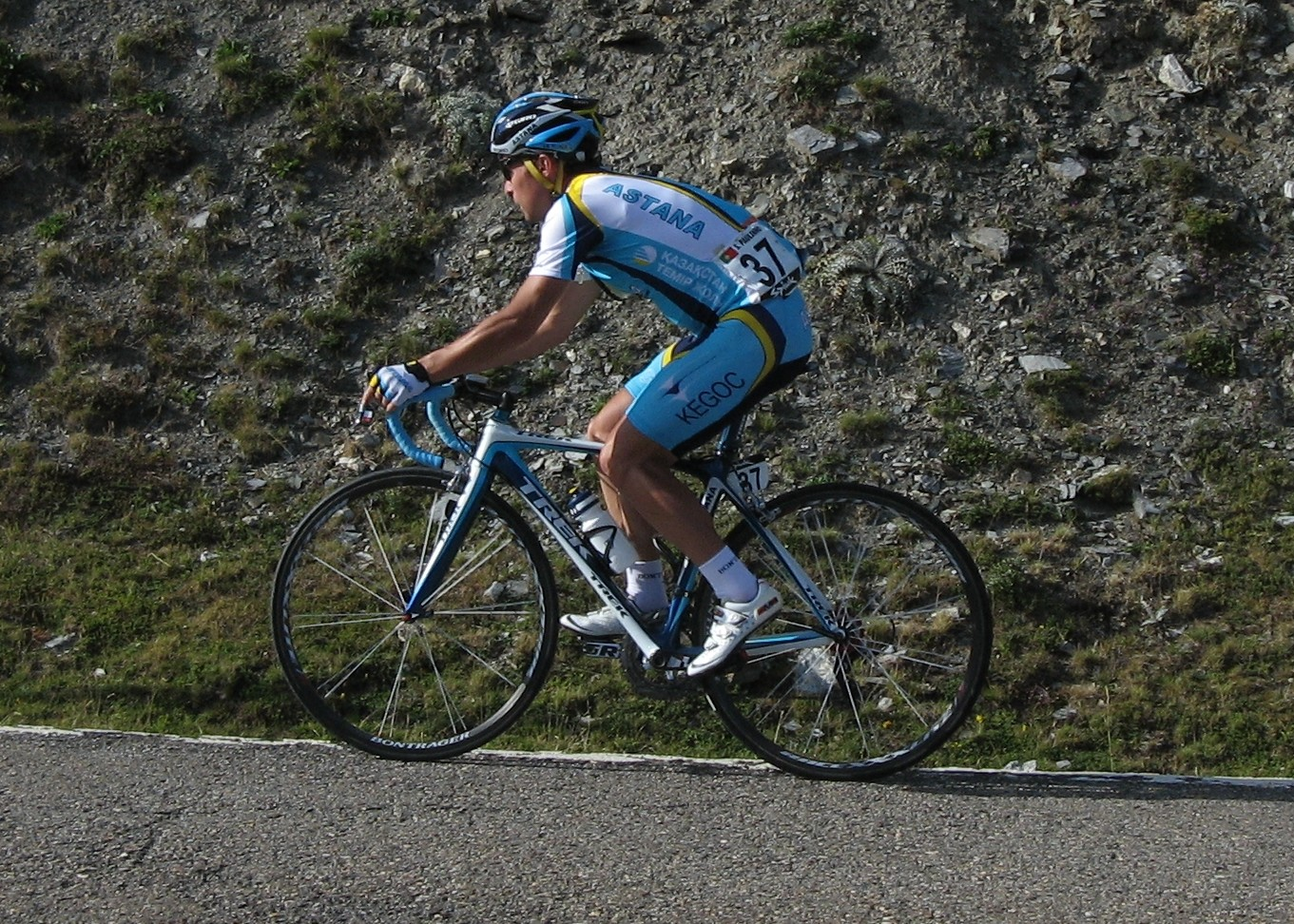
Paulinho en la Vuelta a España 2008 con el equipo Astana

- Liberty Seguros/Astana (2005-2006)
  - Liberty Seguros-Würth Team (2005)
  - Astana-Würth Team (2006)
- Discovery Channel Pro Cycling Team (2007)
- Astana (2008-2009)
- Team RadioShack (2010-2011)
- Saxo Bank/Tinkoff (2012-2016)
  - Team Saxo Bank-Tinkoff Bank (2012)
  - Team Saxo-Tinkoff (2013)
  - Tinkoff-Saxo (2014-2015)
  - Tinkoff (2016)
- Efapel (2017-2020)
- LA Aluminios-LA Sport (2021)